# Max Braun (Politiker)

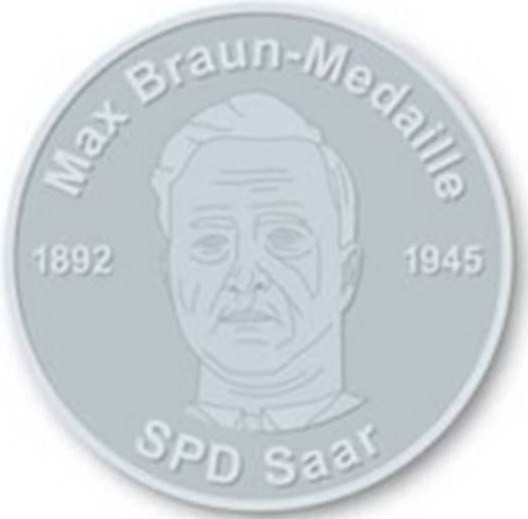

Mathias Josef „Max“ Braun, auch Matz Braun, (* 13. August 1892 (abweichende Angabe: 12. August) in Neuss; † 3. Juli 1945 in London) war ein deutscher Politiker (SPD) und Journalist.

## Leben und Tätigkeit

### Frühe Jahre
Braun war ein Bruder von Heinz Braun. Er arbeitete zunächst als Volksschullehrer, bevor er sich 1919 dem Journalismus zuwandte. Zu Beginn der 1920er Jahre begann er, sich politisch in der SPD zu betätigen.
1923 wurde Braun Chefredakteur der sozialdemokratischen Zeitung Die Volksstimme in Saarbrücken, der Hauptstadt des Saargebiets. Das Saargebiet war infolge des Versailler Vertrags 1920 aus Deutschland herausgelöst und als Völkerbundsmandat unter französische Verwaltung gestellt worden. Braun gehörte seit 1925 dem Vorstand der saarländischen SPD an. In den Jahren 1925 bis 1928 amtierte er als ihr 2. Vorsitzender und von 1928 bis 1935 als 1. Vorsitzender.
Ebenfalls seit 1925 gehörte Braun dem Saarländischen Landesrat als Abgeordneter an, seit 1932 auch dem Stadtrat von Saarbrücken.
In den Jahren 1933 bis 1935 war Braun Chefredakteur der – von aus Deutschland vertriebenen demokratisch gesinnten Journalisten wie Konrad Heiden und anderen – gegründeten Zeitung Deutsche Freiheit, die mit Hilfe der SPD vom Saarland aus gegen das 1933 im Deutschen Reich an die Macht gelangte NS-Regime anschrieb. Als einzige bedeutende Partei im Saargebiet hatte die saarländische SPD nach dem Austritt des Deutschen Reichs aus dem Völkerbund am 14. Oktober 1933 ihren Kurs gewechselt, indem sie nicht länger die Rückkehr des Saargebiets nach Deutschland befürwortete, sondern angesichts der für 1935 vereinbarten Saarabstimmung für den Fortbestand der Mandatsverwaltung eintrat, um das Land weiterhin aus dem Machtbereich der Hitlerdiktatur im Deutschen Reich herauszuhalten.
Braun hatte sich für eine gemeinsame Abwehrfront mit der KPD, linkssozialistischen Kräften und katholischen NS-Gegnern um Johannes Hoffmann eingesetzt. Die Saarländer sollten aufgerufen werden, sich bei der Abstimmung Anfang 1935 gegen die Rückkehr in den deutschen Staatsverband zu entscheiden und stattdessen unter der bisherigen Völkerbundsverwaltung bleiben. Braun beantragte am 6. Januar 1934 beim Völkerbundsrat vergebens, die für 1935 angesetzte Abstimmung über den völkerrechtlichen Status des Saarlandes zu verschieben, nachdem er sich am 18. Oktober 1933 in Genf in dieser Abgelegenheit mit dem französischen Außenminister Paul-Boncour getroffen hatte. Am 4. Juni 1934 legte der Völkerbundsrat jedoch den Termin für das Plebiszit endgültig auf den 13. Januar 1935 fest Gegen den Willen der Führung der Exil-SPD in Prag kooperierte er in den Monaten vor der Abstimmung mit der saarländischen KPD in dem Bestreben, ein Übergreifen der nationalsozialistischen Herrschaft in das Saargebiet abzuwenden.
Die Kommunistische Partei Deutschlands (KPD) war lange Zeit Gegnerin einer Mandatsverwaltung geblieben und bekämpfte die Sozialdemokraten nicht nur als Sozialfaschisten, sondern zusätzlich als „Vaterlandsfeinde, die das deutsche Volk an Frankreich verrieten“. Erst am 4. Juli 1934 entschied sich die KPD auf Befehl des Exekutivkomitees der Kommunistischen Internationale, zur Bildung einer Einheitsfront mit den Sozialdemokraten zwecks Fortsetzung des Völkerbundmandats. Die erste Kundgebung der Einheitsfront fand am 26. August 1934 in Sulzbach (Saar) statt.
Aufgrund all dieser Aktivitäten geriet Braun ins Visier der NS-Polizei- und -Überwachungsorgane sowie der nationalsozialistischen Propaganda: Letztere griff ihn in Presse und Rundfunk scharf an. Zum Teil, so durch den fränkischen Gauleiter Julius Streicher, wurde in diffamierender Absicht die (unzutreffende) Behauptung verbreitet, Braun sei Jude. Die Gestapo intrigierte derweil in handfester Weise gegen Braun und organisierte u. a. ein fehlgeschlagenes Bombenattentat auf ihn.
Brauns Absicht, Hitler anlässlich der Saar-Abstimmung eine Niederlage beizubringen und die Mehrheit der Bevölkerung für die Ablehnung einer Rückkehr nach Deutschland zu gewinnen, scheiterte jedoch am Abstimmungsergebnis vom Frühjahr 1935.

### Exil in Frankreich und Großbritannien (1935–1945)
Unmittelbar nach der Saarabstimmung floh Braun, der angesichts der bevorstehenden Übernahme der Staatsgewalt in seiner Heimat durch die Nationalsozialisten in Lebensgefahr schwebte, nach Forbach in Lothringen, wo er Mitbegründer einer Beratungsstelle für Saarflüchtlinge wurde.
Von Forbach ging Braun nach Paris, wo er das Office pour les Refugiés Sarrois – die Organisation saarländischer sozialdemokratischer Emigranten – gründete, eine zentrale Stelle zur Verwaltung der Belange der saarländischen sozialdemokratischen Emigranten in Frankreich. Insbesondere diente das Office ihm dazu, seine weiteren journalistischen Arbeiten zu koordinieren: Von diesem Standort aus leitete Braun als Chefredakteur die Emigranten-Zeitungen Nachrichten von der Saar (1935–1936) und Deutsche Freiheit (bis 1939). Neben seinen eigenen Zeitungen war Braun außerdem in Paris Mitarbeiter bei der Pariser Tageszeitung, zu der er zahlreiche Artikel beisteuerte. Im Lutetia-Kreis (1935–36) wirkte er mit am Versuch, eine „Volksfront“ gegen die Hitlerdiktatur zu schaffen. Politisch war er in Frankreich bis 1938 in der Volksfront aktiv.
Von den nationalsozialistischen Polizeiorganen wurde Braun bald nach seiner Übersiedlung nach Frankreich als Staatsfeind eingestuft: Ihm wurde die deutsche Staatsangehörigkeit entzogen, weil er durch sein „Verhalten das gegen die Pflicht zur Treu gegen Reich und Volk“ verstoßen und „die deutschen Belange geschädigt“ habe; seine Ausbürgerung wurde im Reichsanzeiger veröffentlicht. Im Frühjahr 1940 setzte das Reichssicherheitshauptamt in Berlin ihn schließlich auf die Sonderfahndungsliste G.B., ein Verzeichnis von Personen, die im Falle einer erfolgreichen deutschen Invasion Großbritanniens durch die Sonderkommandos der SS-Einsatzgruppen mit besonderer Priorität ausfindig gemacht und verhaftet werden sollten.
1940 floh Braun vor dem deutschen Einmarsch in Frankreich nach Großbritannien, wo er sich 1941 der Gruppe der Parlamentarier um Karl Höltermann anschloss. Er bekämpfte weiterhin die NS-Propaganda und war in diesem Sinne sowohl für Emigrantenkreise als auch für britische Propagandasender wie den Soldatensender Calais tätig.
Kurz vor dem Ende des Zweiten Weltkriegs wurde Braun auf der Isle of Man interniert. Wenige Tage vor seiner geplanten Rückkehr aus seinem Exil in London starb er am 3. Juli 1945 an einem Blutgerinnsel im Gehirn, das er sich durch einen Kopfstand zugezogen hatte.
Sein Reisepass befindet sich seit dem Mai 2019 im Historischen Museum Saar.
1955 wurde sein Leichnam auf dem Saarbrücker Hauptfriedhof beigesetzt. Im März 1957 wurde seine Urne in das Familiengrab der Brauns nach Neuss überführt.

## Ehrungen
Seit 2005 verleiht die saarländische SPD im Andenken an Max Braun an verdiente Parteimitglieder die Max-Braun-Medaille.
Eine im Saarbrücker Stadtzentrum 1946 zunächst im Andenken an Max Braun benannte Straße wurde nach der Volksabstimmung über das Saarstatut, deren Ausgang zum Anschluss des Saarlands an die Bundesrepublik führte, im Oktober 1956 in Großherzog-Friedrich-Straße rückbenannt. Zur gleichen Zeit wurde eine nach Max Braun benannte Straße im Völklinger Stadtteil Luisenthal in Jahnstraße rückbenannt. Inzwischen hat Saarbrücken jedoch wieder eine Max-Braun-Straße, im Stadtteil St. Johann. Im Oktober 2012 wurde zudem zum Gedenken an Max Braun in Saarbrücken der Platz zwischen der alten Feuerwache und der Großherzog-Friedrich-Straße als Max-Braun-Platz benannt.
Auf Antrag der SPD-Fraktion beschloss der Stadtrat der Landeshauptstadt Saarbrücken am 21. Juli 2015, Max Braun die Ehrenbürgerwürde der Stadt zu verleihen. Max Braun ist neben Willi Graf der zweite Bürger der Stadt, welcher diese Auszeichnung postum erfahren hat. Sie fand am 13. Juli 2016 in einem Festakt im Beisein von Vertretern beider Zweige der Familie statt.
Die frühere Karlstraße in Neunkirchen/Saar wurde am 30. April 1948 in einem feierlichen Akt nach ihm benannt.
In Steinberg-Deckenhardt gab es bis 2019 ein nach Max Braun benanntes Haus der Falken.

## Familie
Max Braun war von 1924 an mit der Frauenrechtlerin Angela Braun-Stratmann verheiratet, die ihn auf allen Stationen seines Lebens begleitete. Sie kehrte nach 1945 alleine in das Saarland zurück.

## Zitat
„Der Hitler, der jemals die Saar bekäme, bliebe an der Saargrenze nicht stehen, sondern mit dem Schlüssel der Ludwigskirche würde er den Versuch machen, in das Straßburger und Metzer Münster einzudringen.“

## Veröffentlichungen
Im Exil:
Artikel:
in dem Pariser Tageblatt:
- Wesemanns dunkles Treiben an der Saar, Jg. 3. 1935, Nr. 471 (28. März 1935), S. 1
- Danziger Wahlen und Saarabstimmung, Jg. 3. 1935, Nr. 484 (10. April 1935), S. 1
- Genfs Formalismus, Jg. 3. 1935, Nr. 568 (3. Juli 1935), S. 1
- „Frei“ ist die Saar!, Jg. 4. 1935, Nr. 811 (2. März 1936), S. 1
- Zum Jahrestag der Saarabstimmung, Jg. 4. 1936, Nr. 762 (13. Januar 1936), S. 1
- Für eine Saar-Amnestie, Jg. 4. 1936, Nr. 773 (24. Januar 1936), S. 2

in der Pariser Tageszeitung:
- Dieselbe Weise – derselbe Text..., Jg. 1. 1936, Nr. 1 (12. Juni 1936), S. 1
- Die zweite Abstimmungsfälschung an der Saar, Jg. 2. 1937, Nr. 288 (26. März 1937), S. 2
- Bischof Bornewasser und die Lehren des Saarkampfes, Jg. 2. 1937, Nr. 349 (27. Mai 1937), S. 2
- Die Rache an Pater Doerr, Jg. 2. 1937, Nr. 427 (14. August 1937), S. 1

in der Sozialistische Warte:
- Erklärung, Jg. 13. 1938, Nr. 8 (25. Februar 1938), S. 172